# Departamento Lago Buenos Aires
Das Departamento Lago Buenos Aires liegt im Nordwesten der Provinz Santa Cruz im Süden Argentiniens und ist eine der sieben Verwaltungseinheiten in der Provinz. 
Es grenzt im Norden an die Provinz Chubut, im Osten an das Departamento Deseado, im Süden an das Departamento Río Chico und im Westen an Chile. 
Die Hauptstadt des Departamento Lago Buenos Aires ist Perito Moreno.

## Bevölkerung

### Übersicht
Das Ergebnis der Volkszählung 2022 ist noch nicht bekannt. Bei der Volkszählung 2010 war das Geschlechterverhältnis mit 4.902 männlichen und 3.848 weiblichen Einwohnern sehr unausgeglichen mit einem deutlichen Männerüberhang.
Nach Altersgruppen verteilte sich die Einwohnerschaft auf 2.295 Personen (26,2 %) im Alter von 0 bis 14 Jahren, 5.944 Personen (67,9 %) im Alter von 15 bis 64 Jahren und 511 Personen (5,8 %) von 65 Jahren und mehr.

### Bevölkerungsentwicklung
Das Gebiet ist sehr dünn besiedelt. Die Bevölkerungszahl ist seit 1980 stark gestiegen. Die Schätzungen des INDEC gehen von einer Bevölkerungszahl von 12.364 Einwohnern per 1. Juli 2022 aus.
| Jahr | 1947  | 1960  | 1970  | 1980  | 1991  | 2001  | 2010  | 2022    |
| Einwohner                                                                                                | 3.080 | 3.114 | 3.879 | 3.489 | 4.975 | 6.223 | 8.750 | k. Ang. |
| Bevölkerungsentwicklung des Departements seit 1947; Quelle: Ergebnisse der Volkszählungen in Argentinien |       |       |       |       |       |       |       |         |

## Städte und Gemeinden
Das Departamento besteht aus
- der Gemeinde/Stadt Los Antiguos
- der Gemeinde/Stadt Perito Moreno

ländlichen Siedlungen sowie Weilern/Streusiedlungen und Landgütern (Estancias).